# Beilschmiedia brevifolia
Beilschmiedia brevifolia là loài thực vật có hoa trong họ Nguyệt quế. Loài này được Y.T.Wei miêu tả khoa học đầu tiên năm 1984.